# Grumpanbrakteaten
Grumpanbrakteaten, med signum Vg 207, är en delvis skadad C-brakteat av guld med runor. Brakteaten som återfanns 1911 i Grumpan i Sävare socken i Kinnefjärdings härad i Västergötland, förvaras nu i Statens Historiska Museum i Stockholm.

## Brakteaten
Brakteaten har daterats till omkring 500 e.Kr. men det finns även en yngre datering 
och den har en urgermansk futhark som inskrift.
Grumpanbrakteatens futhark är indelad i ätter med följande ordning:
f u þ a r k g w : h n i j e/ï p - - : t b e m l R o d
Brakteaten hittades i ett depåfynd cirka tjugo centimeter under jordytan vid plöjning av en gräsbeväxt åker. I depåfyndet ingick även två andra mindre kända brakteater som inte bär runor, men är rikt ornerade på sina beslag med två små guldspiraler, sex pärlor av glasfluss, en vit, en gul och fyra röda. 
Futharken renritad:

## Fyndet
Brakteaten hittades inte ensam utan ingick i depåfyndet med flera andra, bland annat ytterligare två brakteater, båda av typ C. I fyndet ingick även två enkla spirallagda eller snarast runda guldtenar, sex pärlor av glasfluss, samt två knäppebeslag av brons, alltsammans daterbart till folkvandringstiden. Knäppebeslagen är rikt ornerade med utåtstående Borrestilsliknande mönster, båda dessutom utvändigt förgyllda med bladguld. De båda spiraltenarna är enkelt lagda och ungefär lika stora som pärlorna, pärlorna i sin tur är alla färgade. Fyra pärlor är röda, en vit och en gul. Färgen har man fått genom att tillsätta olika mineraler i den smälta glasmassan. Alltsammans hittades 20 centimeter under jordytan efter plöjning i en slättmark, "inlagdt i litet rödaktig jord, omslutet af en hinna, som förintades under torkningen". Fyndet inlämnades som gåva av August Friberg i Skara. 